# Пископија
Пископија (грч. Επισκοπή) је насељено место у општини Негуш у периферији Средишња Македонија, Грчка. Према попису из 2021. године било је 1.610 становника.
Према бугарском географу и историчару, Василу Канчову, у Пископији је 1900. године живело 340 Словена хришћана. После 1923. године насељене су грчке избегличке породице из Турске, укупно 399 особа. Македонски историчар Тодор Симовски, 1998. године наводи да Словени чине половину становништва села.